# Heinrich Hübner
Eduard Julius Heinrich Hübner (* 21. August 1869 in Berlin; † 1945 in Konstanz-Dingelsdorf) war ein deutscher Zeichner, Grafiker, Genre-, Porträt- und Interieurmaler der Düsseldorfer Schule, der Berliner und der Freien Secession.

## Leben

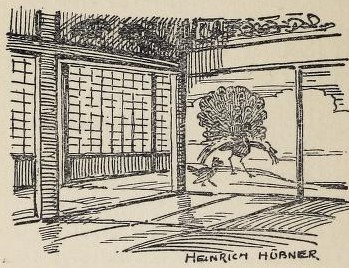
Pfau (1909)

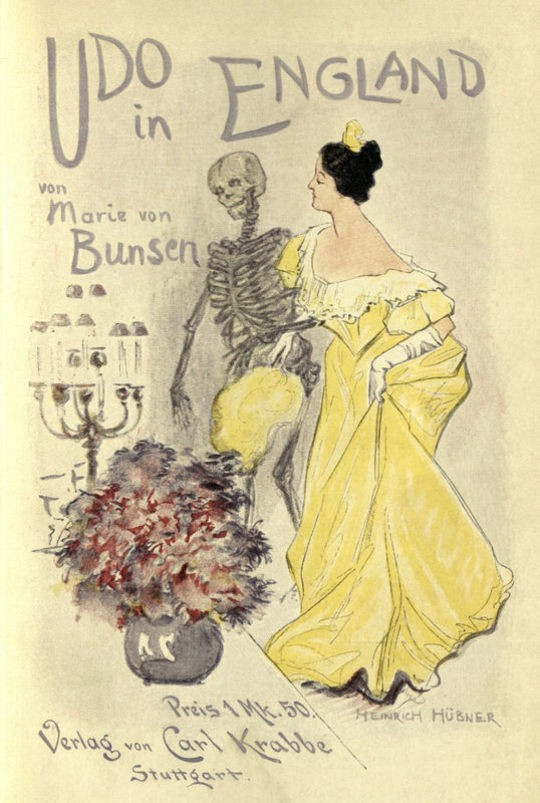
Umschlagbild zu Marie von Bunsen: Udo in England (1900)

Hübner war der zweitälteste von drei Söhnen des Altphilologen Emil Hübner und dessen Frau Marie, einer Tochter des Historikers Johann Gustav Droysen. Seine Großeltern väterlicherseits waren der bekannte Maler, Professor und Galeriedirektor Julius Hübner und dessen Frau Pauline, eine Schwester des Malers Eduard Bendemann. Jüngerer Bruder war der Maler Ulrich Hübner, älterer Bruder der Rechtshistoriker Rudolf Hübner.
Hübner wuchs in Berlin auf. 1890 ging er nach Düsseldorf, wo er bis 1894 an der Königlich Preußischen Kunstakademie unter Hugo Crola (Vorbereitungsklasse), Adolf Schill (Klasse für Ornamentik und Dekoration), Carl Ernst Forberg (Kupferstich- und Radierklasse), Peter Janssen dem Älteren (Antikenklasse B und Naturklasse) und Julius Roeting (Malklasse) studierte. 1894 kehrte er nach Berlin zurück. 1901 gründete er dort eine private Malschule. 1902 schloss er sich der Berliner Secession an, ab 1914 war er Mitglied der Freien Secession. Auch gehörte er dem Deutschen Künstlerbund an. Studienreisen führten ihn nach Italien, Frankreich (Paris), Belgien und in die Niederlande (Holland). 1908 nahm er auf Einladung von Edith Mendelssohn Bartholdy und ihrem Mann, dem Bankdirektor Ludwig Mendelssohn Bartholdy (1878–1918), an einer etwa zweijährigen Weltreise teil, die in den Orient, nach Indien, Hinterindien, China, Japan und in die Vereinigten Staaten führte. Von 1912 bis 1922 bewohnte er in Hosterwitz bei Dresden die ehemalige Sommerwohnung von Carl Maria von Weber. Hübner starb im August 1945 in einem Konstanzer Krankenhaus und wurde im Familiengrab seines Onkels, des Malers Eduard Hübner, beigesetzt.
Hübner wandte sich künstlerisch dem französischen und dem deutschen Impressionismus zu. In dem kultivierten Kolorismus dieser Kunstrichtung schuf er Genrebilder, Bildnisse und Interieurs, darunter auch Darstellungen kulturhistorisch bedeutsamer Räume. Er nahm an Ausstellungen in Berlin (Große Berliner Kunstausstellung, 1898–1918; Berliner Secession, 1900–1912), München (Münchener Secession, Glaspalast, 1913) und Dresden teil. Auf der Ausstellung für Buchgewerbe und Graphik in Leipzig erhielt er 1914 eine Staatsmedaille.       
In der Zeit des Nationalsozialismus war Hübner Mitglied der Reichskammer der bildenden Künste. Für diese Zeit ist seine Teilnahme an 16 Gruppenausstellungen sicher belegt, darunter 1941 die Große Deutsche Kunstausstellung in München mit dem Ölgemälde Japanerin in althistorischem Kostüm und Teehaus.